# لئونیلا باریاتینسکایا
لئونیلا ایوانووا باریاتینسکایا، شاهزاده خانم سای-ویتگنشتاین-ساین (روسی: Леонилла Ивановна Барятинская؛ ۹ مه ۱۸۱۶ – ۱ فوریه ۱۹۱۸)، یک اشراف‌زاده روسی بود که با لودویگ، شاهزاده سای ویتگنشتاین-ساین ازدواج کرد. او سوژه تعدادی پرتره توسط فرانتس ژاور وینترهالتر بود.

## زندگی و خانواده
پرنسس لئونیلا ایوانووا باریاتینسکایا در ۹ مه ۱۸۱۶ در مسکو متولد شد. وی دختر شاهزاده ایوان ایوانوویچ باریاتینسکی، عضو یکی از تأثیرگذارترین خانواده‌های نجیب‌زاده روسی و نوه شاهزاده خانم کاترین از شلسویگ-هولشتاین بود. مادر وی کنتس ماری ویلهلمین ون کلر، دختر کنت کریستوف ون کلر، دیپلمات آلمانی و کنتس آمالی لوئیز زو سای ویتگنشتاین ساین بود.
در ۲۳ اکتبر ۱۸۳۴، لئونیلا با پسر عموی خود و یکی از معاونان تزار، شاهزاده لودویگ زو سی-ویتگنشتاین-برلبورگ (۱۷۹۹–۱۸۶۶)، در قلعه مارینوی استان کورسک ازدواج کرد. لودویگ یک اشراف‌زاده روسی‌تبار آلمانی بود که در روسیه با عنوان لو پتروویچ ویتگنشتاین شناخته می‌شد. وی فرزند ارشد پیتر اول شاهزاده سی ویتگنشتاین-برلبورگ-لودویگسبورگ و یک اشراف‌زاده لهستانی به نام آنتونیا زیلی اسنارسکا بود. لودویگ پیشتر با پرنسس استفانیا رادزیویل ازدواج کرده بود که در هنگام مرگ زودرسش، یک املاک بزرگ در اروپای مرکزی و دو فرزندشان پیتر و ماری، که با شاهزاده کلودویگ زو هوهنلو ازدواج کرد را برای لودویگ به یادگار گذاشت.
لئونیلا و لودویگ چهار فرزند داشتند. زیبایی او جایگاهش را در دربار روسیه تقویت کرد اما شوهرش از لطف دربار افتاد، شاید به این دلیل که سیاست و رفتاری لیبرال را در میان دیگر سروانها پیش گرفت. آنها روسیه را در سال ۱۸۴۸ ترک کردند. لودویگ به عنوان هدیه ای از پادشاه فردریش ویلهلم چهارم پروس، کرسی خانوادگی سابق قلعهٔ سای را که در جنگ سی ساله نابود شده بود، دریافت کرد. وی با خرید منزل سابق شوالیه در ساین، عنوان شاهزادهٔ سای-ویتگنشتاین-ساین را بدست آورد.
آنها زمین‌های وسیعی در روسیه داشتند. محل دارایی‌های آنها شامل پاولینوو، کامنکا، جنوب کیف و ورکی بود که در حال حاضر لیتوانی است. لئونیلا که مذهب کاتولیک را بجای ارتدکس روسی پذیرفته بود، روم و پاریس را به بقیه املاکش ترجیح می‌داد؛ جایی که او شاهد غارت و چپاول تویلری در سال ۱۸۴۸ بود. خانواده پرنسس به‌صورت فصلی از کشوری به کشور دیگر کوچ کردند و فرزندان، حیوانات خانگی، خادمان و مربیان خود را با خود بردند.
لودویگ و لئونیلا یک ملک اربابی باروک را در زیر قلعه ساین بازسازی کردند و آن را به خانه مسکونی به سبک معماری نئوگوتیک تبدیل کردند. پسر کوچک آنها الکساندر با یوون، دختر دوک بلاکای فرانسه ازدواج کرد و پس از ازدواج برادران بزرگترش با زنانی از طبقهٔ پایین‌تر، عمارت ساین را به ارث برد. وی پس از مرگ زودرس همسرش، دوباره ازدواج کرد و زندگی خود را به عنوان کنت هاچنبرگ در اقامتگاه‌های خانوادگی در هاچنبرگ و فریدوالد در وستروالد گذراند. پرنسس لئونیلا یک تالار سلطنت طلب و کاتولیک را ایجاد کرد و در سال ۱۹۱۸ در سن ۱۰۱ سالگی در ویلای خود مون آبری در کنار دریاچه ژنو سوئیس درگذشت.

## پرتره‌های وینترالتر

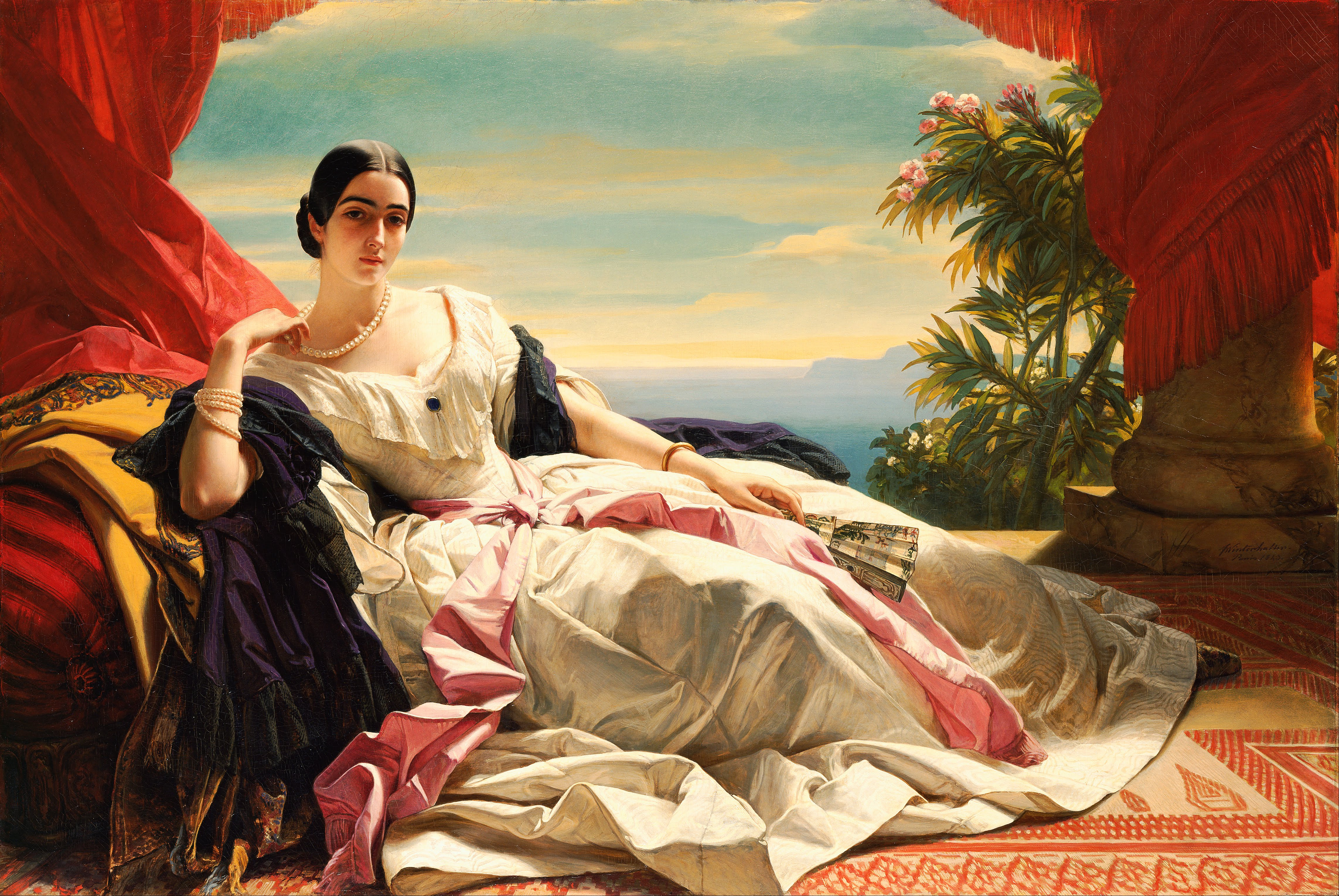
لئونیلا باریاتینسکایا شاهزاده‌خانم سای-ویتگنشتاین-ساین'، نام اثری از فرانتس ژاور وینترهالتر به سال ۱۸۴۳ م. روغن روی بوم، ۲۱۲ × ۱۴۲ سانتی‌متر، موزه گتی، لس آنجلس.

لئونیلا که به خاطر زیبایی و هوش سرشار خود شناخته شده بود، سوژه تعدادی پرتره توسط فرانز وینترهالتر شد. مشهورترین آنها رنگ روغنی است، اثر فرانتس ژاور وینترهالتر هم‌اکنون در موزه گتی لس آنجلس قرار دارد. سمت راست پرتره در سال ۱۸۴۳ امضا شده‌است. وینترهالتر تصمیم به تولید یک پرتره جسورانه و غیر معمول، هم از نظر مفهوم و هم در قالب گرفت.